# Prosopocoilus congoensis
Prosopocoilus congoensis là một loài bọ cánh cứng trong họ Lucanidae. Loài này được Bomans mô tả khoa học năm 1967.